# Bellewood (Kentucky)
Bellewood est une ville américaine située dans le comté de Jefferson, dans le Kentucky. Selon le recensement de 2020, sa population est de 340 habitants.